# 마르친 부우카
마르친 부우카 (Marcin Bułka, 1999년 10월 4일 ~ )는 폴란드의 축구 선수이며, 현재 사우디 프로페셔널리그의 네옴에서 골키퍼로 뛰고 있다.